# Orange Business Services
Orange Business Services ist ein französischer Kommunikations- und IT-Dienstleister mit Sitz in Paris. Das Unternehmen gehört zur weltweiten Orange-Gruppe. 
Am 16. Februar 2023 wurde Orange Business Services in Orange Business umbenannt.
Mit etwa 21.000 Mitarbeitern und einem Umsatz von 6,3 Milliarden Euro gehört Orange Business Services zu den größten IT-Dienstleistern Europas. Das Unternehmen entstand 2006 im Zuge einer Restrukturierung bei France Télécom, als mehrere vorher getrennte Geschäftsbereiche zusammengeführt wurden. 
Orange Business Services bietet heute Dienstleistungen aus dem Bereich der Informationstechnik, Unified Communications und Cloud-Computing an.